# Primula edelbergii
Primula edelbergii är en viveväxtart som beskrevs av Schwarz. Primula edelbergii ingår i släktet vivor, och familjen viveväxter. Inga underarter finns listade i Catalogue of Life.